# Campeonato de fútbol de las Islas Vírgenes Británicas
La BVIFA National Football League es la liga principal de fútbol de la Islas Vírgenes Británicas, la cual es controlada por la Asociación de Fútbol de las Islas Vírgenes Británicas.

## Historia
Esta Liga se fundó en 2009, cuenta actualmente con 11 equipos y los partidos se juegan en el estadio Campo recreativo A.O. Shirley para 3.000 aficionados, aunque originalmente es un estadio para béisbol, las Islas Vírgenes Británicas lo usan para las Eliminatorias para la Copa Mundial de Fútbol.

## Formato
Todos los equipos se enfrentan en Sistema de todos contra todos en una sola vuelta, los seis mejores clasifican a la fase Super Six. 
En la fase Super Six, los seis equipos se enfrentan en sistema de todos contra todos, clasificando los dos mejores para la final. La final es disputada en sistema de mejor de tres partidos.

## Palmarés
| Temporada | Campeón            | Resultado | Finalista          |
| --------- | ------------------ | --------- | ------------------ |
| 2009-10   | Islanders FC       | 6-1       | St. Lucian Stars   |
| 2010-11   | Islanders FC       | liga      | Sugar Boys FC      |
| 2011-12   | Islanders FC       | liga      | One Love United FC |
| 2012-13   | Islanders FC       | 3-2       | One Love United FC |
| 2013-14   | Islanders FC       | liga      | One Love United FC |
| 2014-15   | Islanders FC       | 1-0       | VG Ballstarz       |
| 2015-16   | Sugar Boys FC      | 2-0       | Islanders FC       |
| 2016-17   | Islanders FC       | liga      | Sugar Boys FC      |
| 2018      | One Love United FC | liga      | Sugar Boys FC      |
| 2019-20   | Islanders FC       | liga      | Wolues FC          |
| 2021      | Sugar Boys FC      | 3-3, 2-0  | Lion Heart FC      |
| 2021-22   | Sugar Boys FC      | liga      | Panthers FC        |
| 2022-23   | One Love United FC | liga      | Sugar Boys FC      |
| 2023-24   | Wolues FC          | liga      | Islanders FC       |

### Títulos por equipo
| Club               | Títulos | Subtítulos | Años campeón                                                           | Años subcampeón                 |
| ------------------ | ------- | ---------- | ---------------------------------------------------------------------- | ------------------------------- |
| Islanders FC       | 8       | 2          | 2009-10, 2010-11, 2011-12, 2012-13, 2013-14, 2014-15, 2016-17, 2019-20 | 2015-16, 2023-24                |
| Sugar Boys FC      | 3       | 4          | 2015-16, 2021, 2021-22                                                 | 2010-11, 2016-17, 2018, 2022-23 |
| One Love United FC | 2       | 3          | 2018, 2022-23                                                          | 2011-12, 2012-13, 2013-14       |
| Wolues FC          | 1       | 1          | 2023,24                                                                | 2019-20                         |
| St. Lucian Stars   | 0       | 1          | ----                                                                   | 2009-10                         |
| VG Ballstarz       | 0       | 1          | ----                                                                   | 2014-15                         |
| Lion Heart FC      | 0       | 1          | ----                                                                   | 2021                            |
| Panthers FC        | 0       | 1          | ----                                                                   | 2021-22                         |

## Clasificación histórica
A continuación, se muestra la tabla histórica del Campeonato de fútbol de las Islas Vírgenes Británicas desde 2016-17 bajo el nombre de BVIFA National League hasta la terminada temporada 2021-22.
| Pos. | Equipos             | PJ | G  | E  | P  | GF  | GC  | Dif. | Pts. |
| ---- | ------------------- | -- | -- | -- | -- | --- | --- | ---- | ---- |
| 1    | Islanders FC        | 75 | 54 | 6  | 15 | 178 | 67  | +111 | 168  |
| 2    | Sugar Boys FC       | 76 | 55 | 7  | 16 | 216 | 79  | +137 | 166  |
| 3    | Wolues FC           | 76 | 43 | 9  | 24 | 189 | 123 | +66  | 138  |
| 4    | One Love United FC  | 75 | 36 | 9  | 30 | 164 | 137 | +27  | 117  |
| 5    | Panthers FC         | 76 | 33 | 7  | 36 | 162 | 141 | +21  | 106  |
| 6    | Rebels FC           | 76 | 31 | 7  | 38 | 145 | 158 | -13  | 100  |
| 7    | Virgin Gorda United | 76 | 20 | 12 | 44 | 105 | 175 | -70  | 72   |
| 8    | Old Madrid FC       | 76 | 19 | 9  | 48 | 123 | 203 | -80  | 66   |
| 9    | Lion Heart FC       | 46 | 15 | 12 | 19 | 81  | 105 | -24  | 57   |
| 10   | One Caribbean       | 46 | 13 | 7  | 26 | 80  | 133 | -53  | 46   |
| 11   | FC Sea Argo         | 26 | 2  | 1  | 23 | 19  | 140 | -121 | 7    |

## Copas nacionales
Hay dos competiciones de copa nacionales antes del comienzo de la temporada de la liga, ambas fundadas en 2010. Son la Copa Terry Evans Knockout, que lleva el nombre del expresidente de la BVIFA y uno de los antepasados del fútbol en las Islas Vírgenes Británicas. Y la Copa Wendol Williams (también conocida como Caribbean Cellars Wendol Williams Cup), que se juega en memoria del exmiembro ejecutivo de la BVIFA Wendol Williams, quien murió a los 39 años el 6 de junio de 2010 en su camino al congreso de la FIFA en Sudáfrica antes de la Copa Mundial de la FIFA 2010.

### Terry Evans Cup
| Temporada | Campeón            | Resultado    | Finalista          |
| --------- | ------------------ | ------------ | ------------------ |
| 2010      | Islanders FC       | 3-2          | Wolues FC          |
| 2011      | VG Ballstars       | 3-1          | Islanders FC       |
| 2012      | One Love United FC |              | Islanders FC       |
| 2013      | Islanders FC       |              | Sugar Boys FC      |
| 2014      | Islanders FC       | 2-1          | One Love United FC |
| 2015-2016 | No disputado       | No disputado | No disputado       |
| 2017      | Islanders FC       | 3-1          | Sugar Boys FC      |
| 2018      | No disputado       | No disputado | No disputado       |
| 2019      | Wolues FC          | 6-1          | One Love United FC |
| 2020      | No disputado       | No disputado | No disputado       |

### Wendol Williams Cup
| Temporada | Campeón            | Resultado | Finalista    |
| --------- | ------------------ | --------- | ------------ |
| 2010      | One Love United FC | 1-0       | Islanders FC |
| 2011      | VG Ballstars       | 4-0       | HBA Panthers |
| 2012      | One Love United FC |           | Islanders FC |
| 2013      | Sugar Boys FC      | 5-0       | Islanders FC |
| 2013-14   | Sugar Boys FC      | 1-0       | Islanders FC |

### Heineken Challenge Cup
| Temporada | Campeón      | Resultado | Finalista          |
| --------- | ------------ | --------- | ------------------ |
| 2012      | Islanders FC | 4-0       | One Love United FC |

### Men's Festival Cup
| Temporada | Campeón       | Resultado | Finalista     |
| --------- | ------------- | --------- | ------------- |
| 2020      | Sugar Boys FC | 2-1       | Lion Heart FC |

### FA Cup
| Temporada | Campeón   | Resultado | Finalista |
| --------- | --------- | --------- | --------- |
| 2024      | VG United | 2-1       | Wolues FC |

### President's Cup
| Temporada | Campeón       | Resultado    | Finalista     |
| --------- | ------------- | ------------ | ------------- |
| 2017      | Sugar Boys FC | 1-0          | Islanders FC  |
| 2018      | Sugar Boys FC | 5-2          | Wolues FC     |
| 2019-2020 | No disputado  | No disputado | No disputado  |
| 2021      | Islanders FC  | 2-0          | Sugar Boys FC |
| 2022      | Sugar Boys FC | 2-0          | HBA Panthers  |
| 2023      | Wolues FC     | 1-0          | VG United     |
| 2024      | VG United     | 2-0          | Wolues FC     |

### Títulos por equipo

#### Terry Evans Cup
| Club               | Títulos | Subtítulos | Años campeón           | Años subcampeón |
| ------------------ | ------- | ---------- | ---------------------- | --------------- |
| Islanders FC       | 4       | 2          | 2010, 2013, 2014, 2017 | 2011, 2012      |
| One Love United FC | 1       | 2          | 2012                   | 2014, 2019      |
| Wolues FC          | 1       | 1          | 2019                   | 2010            |
| VG Ballstars       | 1       | 0          | 2011                   | ----            |
| Sugar Boys FC      | 0       | 2          | ----                   | 2013, 2017      |

#### Wendol Williams Cup
| Club               | Títulos | Subtítulos | Años campeón  | Años subcampeón           |
| ------------------ | ------- | ---------- | ------------- | ------------------------- |
| One Love United FC | 2       | 0          | 2010, 2012    | ----                      |
| Sugar Boys FC      | 2       | 0          | 2013, 2013-14 | ----                      |
| VG Ballstars       | 1       | 0          | 2011          | ----                      |
| Islanders FC       | 0       | 4          | ----          | 2010, 2012, 2013, 2013-14 |
| HBA Panthers       | 0       | 1          | ----          | 2011                      |

#### Heineken Challenge Cup
| Club               | Títulos | Subtítulos | Años campeón | Años subcampeón |
| ------------------ | ------- | ---------- | ------------ | --------------- |
| Islanders FC       | 1       | 0          | 2012         | ----            |
| One Love United FC | 0       | 1          | ----         | 2012            |

#### Men's Festival Cup
| Club          | Títulos | Subtítulos | Años campeón | Años subcampeón |
| ------------- | ------- | ---------- | ------------ | --------------- |
| Sugar Boys FC | 1       | 0          | 2020         | ----            |
| Lion Heart FC | 0       | 1          | ----         | 2020            |

#### FA Cup
| Club      | Títulos | Subtítulos | Años campeón | Años subcampeón |
| --------- | ------- | ---------- | ------------ | --------------- |
| VG United | 1       | 0          | 2024         | ----            |
| Wolues FC | 0       | 1          | ----         | 2024            |

#### President's Cup
| Club          | Títulos | Subtítulos | Años campeón     | Años subcampeón |
| ------------- | ------- | ---------- | ---------------- | --------------- |
| Sugar Boys FC | 3       | 1          | 2017, 2018, 2022 | 2021            |
| Wolues FC     | 1       | 2          | 2023             | 2018, 2024      |
| Islanders FC  | 1       | 1          | 2021             | 2017            |
| VG United     | 1       | 1          | 2024             | 2023            |
| HBA Panthers  | 0       | 1          | ----             | 2022            |